# Farès Bahlouli
Farès Bahlouli (ur. 8 kwietnia 1995 w Lyonie) – francuski piłkarz algierskiego pochodzenia występujący na pozycji pomocnika we klubie SK Dnipro-1.

## Kariera klubowa
Wychowanek Olympique Lyon. 24 sierpnia 2013 zadebiutował w drużynie zawodowej Olympique Lyon na szczeblu Ligue 1.
30 czerwca 2015 roku podpisał 5–letni kontrakt z pierwszoligowym AS Monaco.
31 stycznia 2017 roku podpisał 3.5–letni kontrakt z pierwszoligowym Lille OSC.
(aktualne na dzień 1 sierpnia 2017)
| Klub                  | Sezon              | Liga               | Liga  | Liga   | Puchar Francji | Puchar Francji | Puchar Ligi | Puchar Ligi | Europa | Europa | Suma  | Suma   |
| Klub                  | Sezon              | Liga               | Mecze | Bramki | Mecze          | Bramki         | Mecze       | Bramki      | Mecze  | Bramki | Mecze | Bramki |
| --------------------- | ------------------ | ------------------ | ----- | ------ | -------------- | -------------- | ----------- | ----------- | ------ | ------ | ----- | ------ |
| Olympique Lyon        | 2012/13            | Ligue 1            | 1     | 0      | 0              | 0              | 0           | 0           | 0      | 0      | 1     | 0      |
| Olympique Lyon        | 2013/14            | Ligue 1            | 4     | 0      | 0              | 0              | 1           | 0           | 2      | 0      | 7     | 0      |
| Olympique Lyon        | 2014/15            | Ligue 1            | 4     | 0      | 0              | 0              | 0           | 0           | 2      | 0      | 6     | 0      |
| AS Monaco             | 2015/16            | Ligue 1            | 8     | 1      | 1              | 0              | 0           | 0           | 2      | 0      | 11    | 1      |
| Standard Liège (wyp.) | 2016/17            | Eerste klasse      | 0     | 0      | 0              | 0              | –           | –           | 0      | 0      | 0     | 0      |
| Lille OSC             | 2016/17            | Ligue 1            | 3     | 0      | 1              | 0              | 0           | 0           | 0      | 0      | 4     | 0      |
| Lille OSC             | 2017/18            | Ligue 1            | 0     | 0      | 0              | 0              | 0           | 0           | 0      | 0      | 0     | 0      |
| Ogólnie w karierze    | Ogólnie w karierze | Ogólnie w karierze | 20    | 1      | 1              | 0              | 1           | 0           | 6      | 0      | 29    | 1      |

## Kariera reprezentacyjna
Były młodzieżowy reprezentant Francji.